# Леди Казахстан
«Леди Казахстан» (нем. Weihnachten für einen Engel) — фильм-драма 2000 года.

## Сюжет
Из далёкого Казахстана в Берлин к кузену Томасу прилетела девочка Катерина. У неё умерла мать, работавшая на атомной электростанции. У Томаса есть своя группа «One World», которая играет в клубе. Во время прогулки в парке они видят выступление фигуристки Софи Арнд, а Катя спасает из полыньи озера мальчишку и становится местной знаменитостью. Об этом узнает музыкальный продюсер, которого Катя приглашает в гости и потчует обедом. Он без ума от кухни и группы Томаса и подписывает с ними контракт. В школе Катю недолюбливают, но она больна — у неё лейкемия. И весь город посреди лета устраивает ей рождественский вечер. Катя умирает, и для неё поёт Томас и танцует на коньках Софи.

## В ролях
| Актёр            | Роль  |
| ---------------- | ----- |
| Валерия Валеева  | Катя  |
| Татьяна Шевченко | Софи  |
| Даниэль Фэлоу    | Томас |
| Амира Осман      | Лиззи |

## Съёмочная группа
- Режиссёр-постановщик — Дмитрий Астрахан
- Автор сценария — Артур Браунер
- Продюсер — Артур Браунер
- Оператор-постановщик — Александр Рудь
- Звукорежиссёр — Сергей Чупров
- Композитор — Paul Wuthe

Рождественский фильм, столь же комичный, сколь и душевный, является чувствительным призывом к „Единому миру“: возможности взаимопонимания, выходящего за рамки национальных и культурных различий.